# Kubistický kiosek ve Vrchlického sadech
Kubistický kiosek ve Vrchlického sadech v Praze, v Bolzanově ulici u cesty k Hlavnímu nádraží a nedaleko rohu Opletalovy ulice, je dřevěná prodejna tabáku a tiskovin z 20. let 20. století, kterou v rondokubistickém stylu navrhl pravděpodobně architekt Pavel Janák. Autor nejnovější monografie o Janákovi z roku 2011, rakouský kunsthistorik Norbert Kiesling, však tuto stavbu neuvádí, protože ji nenašel v žádném z Janákových seznamů vlastního díla.
V roce 1980 měl být zlikvidován, ale zachránilo ho Pražské středisko státní památkové péče a ochrany přírody. Roku 1981 byl objekt prohlášen kulturní památkou a byl zrekonstruován do původního charakteru. V roce 2008 byl na náklady městské části Praha 1 (165 tisíc Kč) znovu natřen a rekonstruován a dále sloužil původnímu účelu. V listopadu 2017 již ale sloužil jako směnárna. Městská část Praha 1 s tím usnesením své rady vyjádřila nesouhlas a chystá právní kroky.  Kiosek byl dále znehodnocen nepovolenou instalací bankomatů, které narušily konstrukci stavby.
Podle Ústředního seznamu kulturních památek ČR byl kiosek pod názvem „kiosek - prodejní stánek“ a s adresou Praha 1, Nové Město, Vrchlického sady, Bolzanova, do seznamu kulturních památek zapsán 3. května 1958 a je evidován pod číslem 44551/1-2040.
Je patrně jediným dochovaným kioskem tohoto typu. Časově a slohově odpovídá i dřevěným Gočárovým domkům, které navrhl Josef Gočár pro kbelské letiště.